# Chór Kameralny Tel Awiwu
Chór Kameralny Tel Awiwu (hebr. ‏המקהלה הקאמרית תל אביב‎; ang. The Tel-Aviv Chamber Choir) – chór z miasta Tel Awiw w Izraelu.

## Historia
Chór został założony w 1987 przez Michael Shani, który został dyrygentem zespołu obecnie liczącego 35 śpiewaków i wokalistów.
W 1996 chór zdobył I nagrodę w Międzynarodowym Instytucie Chórów Giovanni Palestrina. W tym samym roku odbyła się trasa koncertowa po Włoszech. Chór został między innymi zaproszony na występ do Watykanu.
W 1997 chór został zaproszony do Argentyny, a w 1999 został wybrany do udziału w prestiżowym Międzynarodowym Festiwalu Chórów Kameralnych w Rydze (Łotwa).
W dniu 11 września 2002 chór uczestniczył w międzynarodowym projekcie „Rolling Requiem” dla ofiar ataku terrorystycznego z 11 września 2001 na World Trade Center. Chór wykonał Requiem d-moll (KV 626) Mozarta. Koncert został sfilmowany przez CNN.